# 史蒂芬·米恩
史蒂芬·米恩（英語：Stephen Milne，1994年4月29日—）是英國的一位游泳運動員，主要擅長自由泳。米恩出生在蘇格蘭印威尼斯。他代表英國參加了2016年奧運會和2017年世界游泳錦標賽等賽事。